# احمد اکبری
احمد اکبری (نام کامل:احمد اکبری جاوید) شمشیرباز اهل ایران بود. او در بازی‌های المپیک تابستانی ۱۹۷۶ در رشته سابر و فلوره رقابت کرد و در بازیهای آسیایی مدال طلا کسب نمود. او در ۲۵ مهر ۱۴۰۱ درگذشت.